# Carl Gustav Carus
Carl Gustav Carus (ur. 3 stycznia 1789 w Lipsku, zm. 28 lipca 1869 w Dreźnie) – niemiecki przyrodnik, lekarz (położnik), anatom, psycholog i filozof przyrody, współtwórca podstaw biologii ewolucyjnej; malarz, grafik i teoretyk malarstwa epoki romantyzmu, reprezentujący myślenie emblematyczne; w latach 1815–1827 profesor Królewskiej Saksońskiej Akademii Medyczno-Chirurgicznej w Dreźnie, członek Akademii Leopoldina (prezes w latach 1862–1869), lekarz saksońskiej rodziny królewskiej, przyjaciel Goethego.

## Życiorys

### Dzieciństwo i młodość
Urodził się 3 stycznia 1789 roku w Lipsku, w rodzinie właściciela farbiarni (August Gottlieb Ehrenfried Carus, 1763–1842). Początkowo uczył się w domu. Mając pięć lub sześć lat przez ok. rok mieszkał u dziadków w Mülhausen, gdzie jego pierwszym nauczycielem był wuj – teolog, przyrodnik i chemik, zainteresowany związkami przyrody i ducha, który wywarł silny wpływ na rozwój inteligencji i osobowości chłopca.
W latach 1801–1804 uczęszczał do Thomasschule w Lipsku. W szkole nauczycielem rysunku był Julius Athanasius Dietze (1770–1843). W wieku 15 lat rozpoczął studia na Uniwersytecie w Lipsku. Początkowo uczęszczał na zajęcia z chemii, fizyki, botaniki i zoologii. Gdy wskutek wojen napoleońskich pogorszyła się materialna sytuacja rodziców, August G.E. Carus oczekiwał takiej zmiany kierunku kształcenia syna, aby było to korzystne dla farbiarni. Carl Gustav nie spełnił oczekiwań ojca. Pod wpływem sugestii dalekiego krewnego, filozofa i psychologa Friedricha Augusta Carusa, zdecydował się od 1806 roku studiować medycynę. Jego nauczycielami byli Johann Christian Rosenmüller (anatom, chirurg) i Johann Christian Jörg (położnik, ginekolog, pediatra).
W tymże czasie rozwijał swoje umiejętności graficzne, m.in. w towarzystwie dwóch przedstawicieli artystycznie uzdolnionej rodziny Tischbein (Johann Friedrich August Tischbein i Johann Heinrich Wilhelm Tischbein, przyjaciel Goethego). Uczył się też w „Akademii Oesera”, przekształconej później w Hochschule für Grafik und Buchkunst Leipzig (HGBL). Jego mistrzem był portrecista Veit Hanns Schnorr von Carolsfeld. Od 1813 roku odwiedzał pracownię Johanna Christiana Klengela (1751–1824), w której uczył się malarstwa olejnego kopiując jego dzieła (Klengel jest znanym twórcą pejzaży okolic Drezna).

### Okres aktywności zawodowej
Lipsk

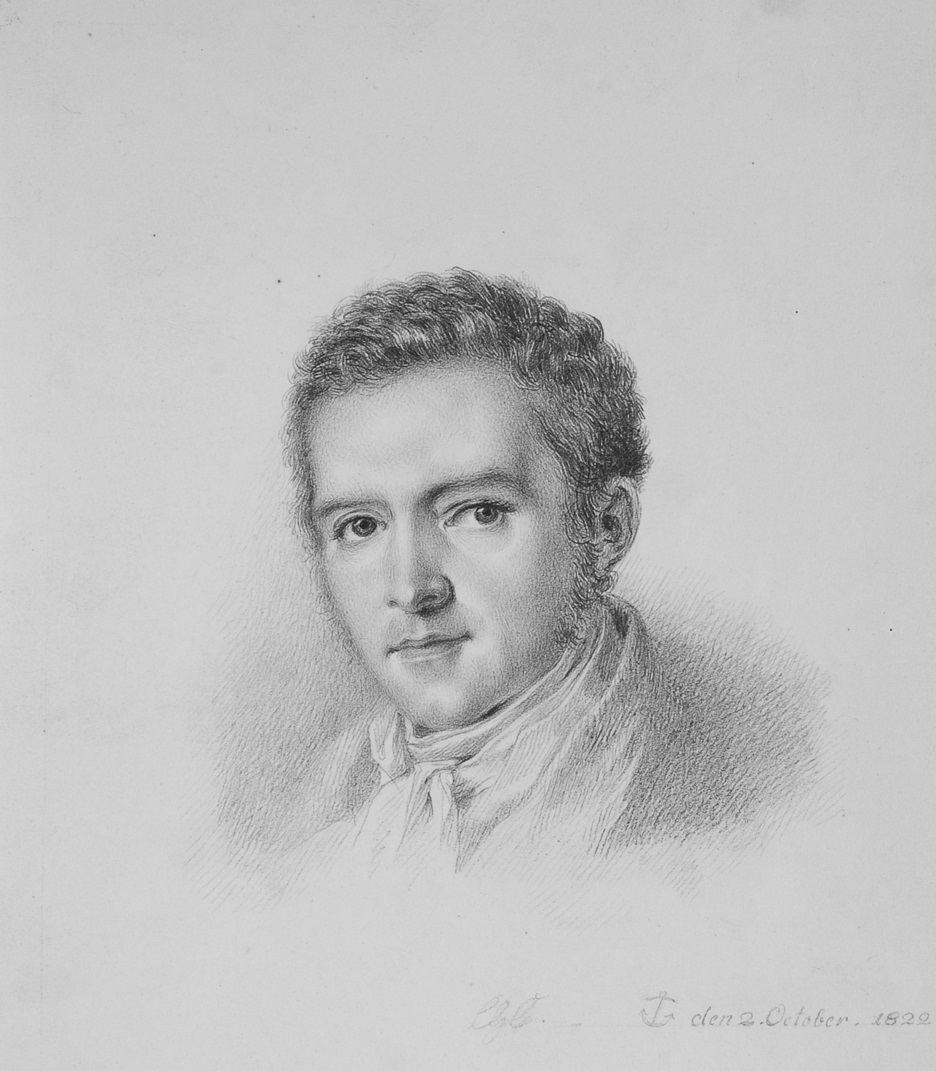
Autoportret (1822)

Studia na Wydziale Filozoficznym ukończył w 1811 roku, w wieku 22 lat. Kilka miesięcy później obronił pracę doktorską nt. Entwurf einer allgemeinen Lebenslehre (w języku łacińskim). Na Wydziale Medycznym pod koniec tegoż roku obronił drugą pracę doktorską nt. De uteri rheumatismo (o reumatycznym zapaleniu tkanki mięśniowej macicy).
W następnym roku podjął pracę dydaktyczną i naukową w dziedzinie zootomii (głównie anatomii porównawczej), mało wówczas znanej w Niemczech. Swoje zdolności i umiejętności graficzne wykorzystał m.in. opracowując miedzioryty 20 ilustracji do podręcznika anatomii porównawczej, wydanego w 1818 roku.
Aby zaspokoić potrzeby rodziny, poza zajęciami akademickimi pracował m.in. jako lekarz w Szpitalu św. Jakuba i asystent lekarza w szpitalu położniczym (Triersches Institut „prof. Jörgs Entbindungsinstitut”). Po bitwie pod Lipskiem (1813) brał udział w pomocy ofiarom epidemii tyfusu i cholery; zaraził się i ciężko chorował. Wkrótce po wyzdrowieniu opublikował pierwszy ważny artykuł nt. reprezentacji układu nerwowego u zwierząt różnych gatunków (zob. ewolucja układu nerwowego), który został przyjęty z uznaniem (m.in. przez Friedricha Burdacha, wcześniejszego nauczyciela Carusa). Wiosną 1814 roku otrzymał propozycję objęcia stanowiska tymczasowego profesora anatomii i fizjologii w Universität Dorpat w dzisiejszym Tartu. Niepewnej oferty nie przyjął.
Drezno

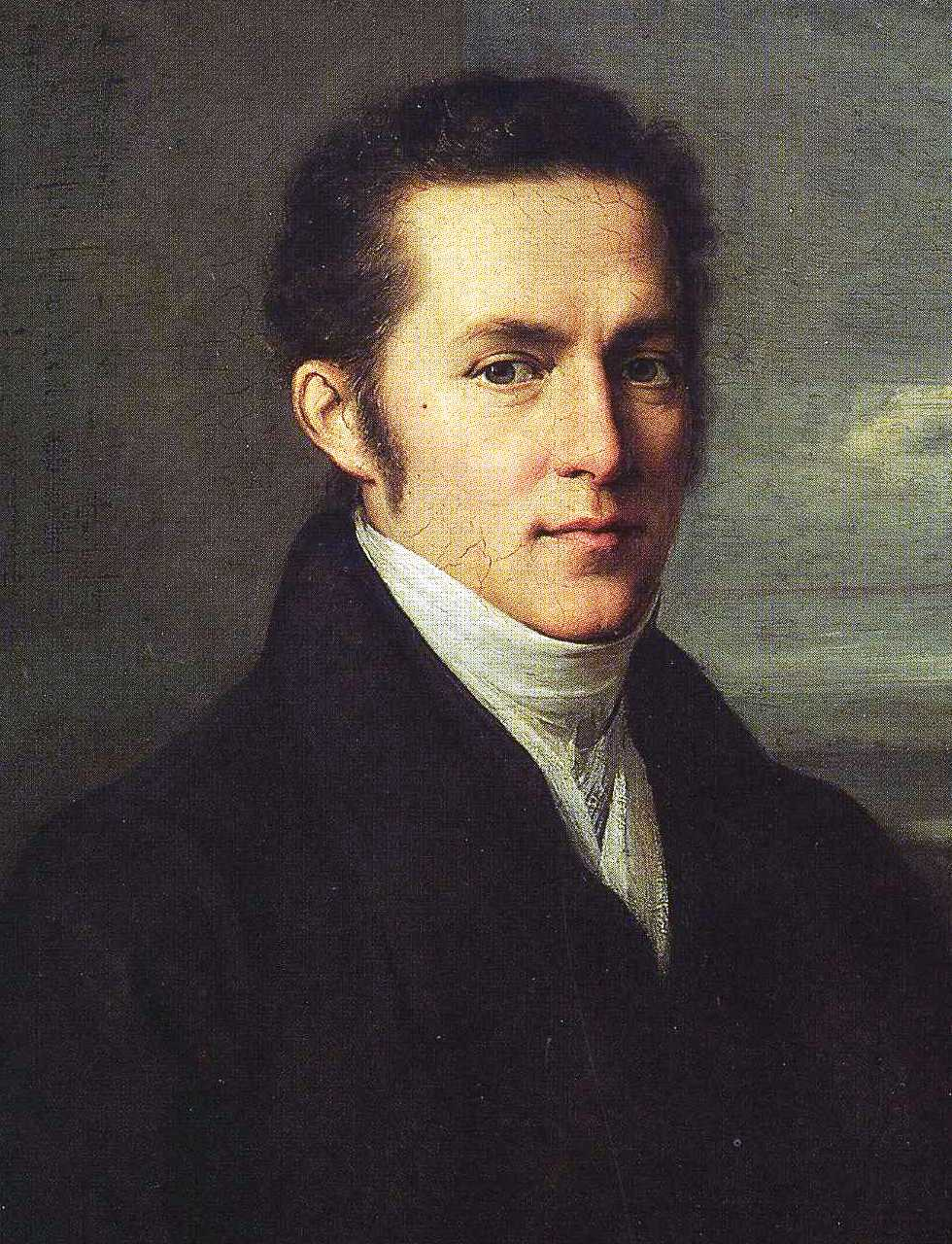
Carl Gustav Carus

Wkrótce, mając 25 lat, objął w Dreźnie kierownictwo szpitala położniczego w Szkole Medycyny i Chirurgii.
W Dreźnie poznał kilku przedstawicieli niemieckiego romantyzmu (m.in. Ludwig Tieck, Carl Maria von Weber, Caspar David Friedrich).

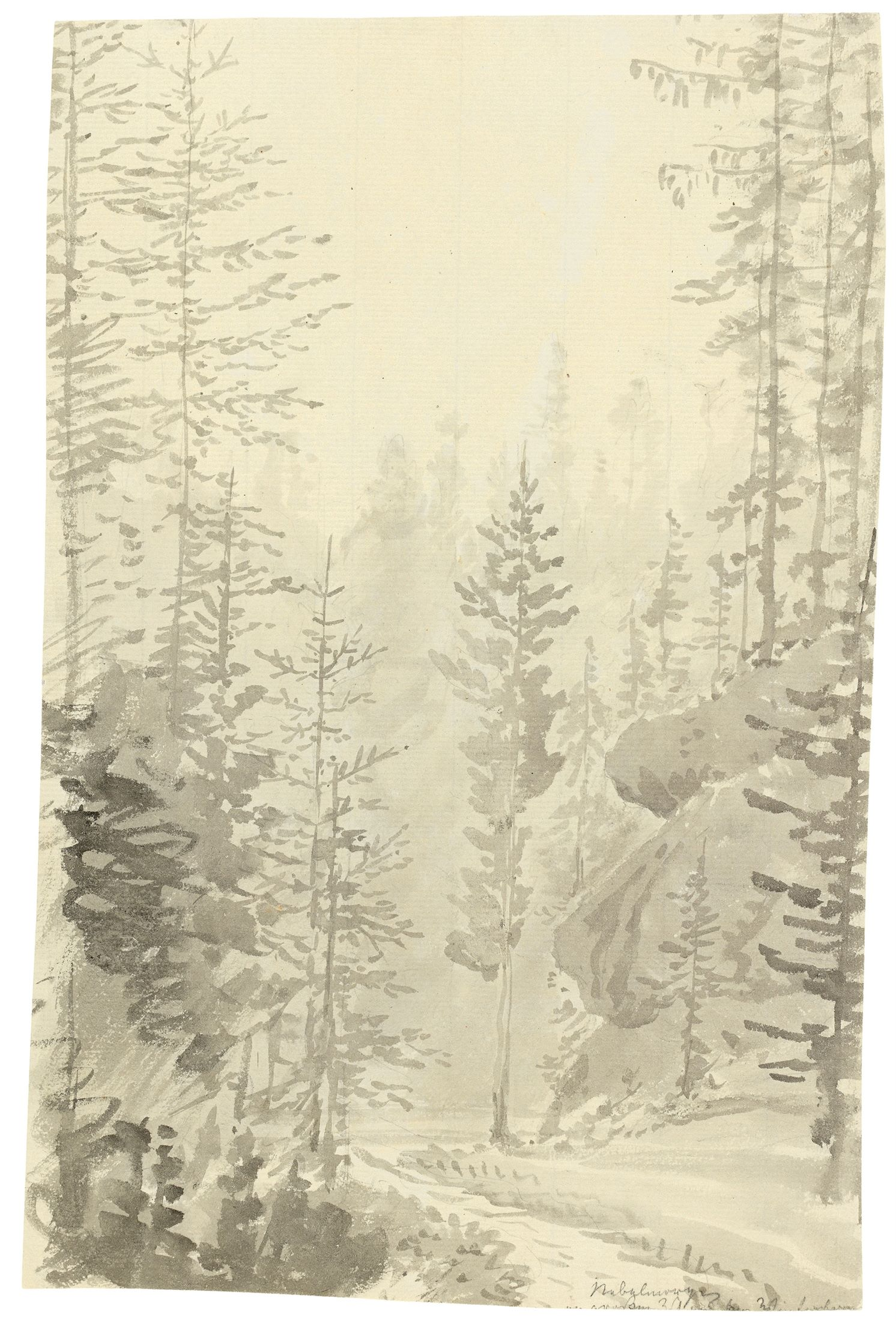
Carl Gustav Carus,
Jodłowy las w mglisty poranek

W 1818 roku zaprzyjaźnił się z C.D. Friedrichem, którego obrazy go zachwyciły (zob. np. Wędrowiec nad morzem mgły, 1818) i z którym dzielił rozumienie sztuki i natury (razem wędrowali w plenery nad Bałtyk, m.in. na wyspę Rugia). Pod wpływem przyjaciela namalował serię pejzaży (niektóre z nich długo przypisywano Friedrichowi). Dwa lata później Friedrich namówił go do wysłania obrazów Karczma na Brocken i Jodłowy las do Goethego.
Na prośbę Goethego jego zaufany doradca, malarz Heinrich Meyer, ocenił obrazy i przyrównał je do pejzaży Jacoba van Ruisdaela.
Rozpoczęta korespondencja Carusa z Goethem trwała co najmniej do 1828 roku. Jej część – szesnaście wcześniej niepublikowanych listów Carusa – dołączył Stefan Grosche do swojej rozprawy doktorskiej z 1993 roku. Zdaniem autora lektura tych listów prowadzi do wniosku, że Carus oczekiwał przede wszystkim opinii Goethego o swoim malarstwie, natomiast Goethe był najbardziej zainteresowany naukowymi badaniami lekarza i przyrodnika z Drezna (Carus wysłał do Weimaru m.in. swój podręcznik zootomii, a Goethe trzykrotnie cytował jego prace w Heften zur Morphologie).

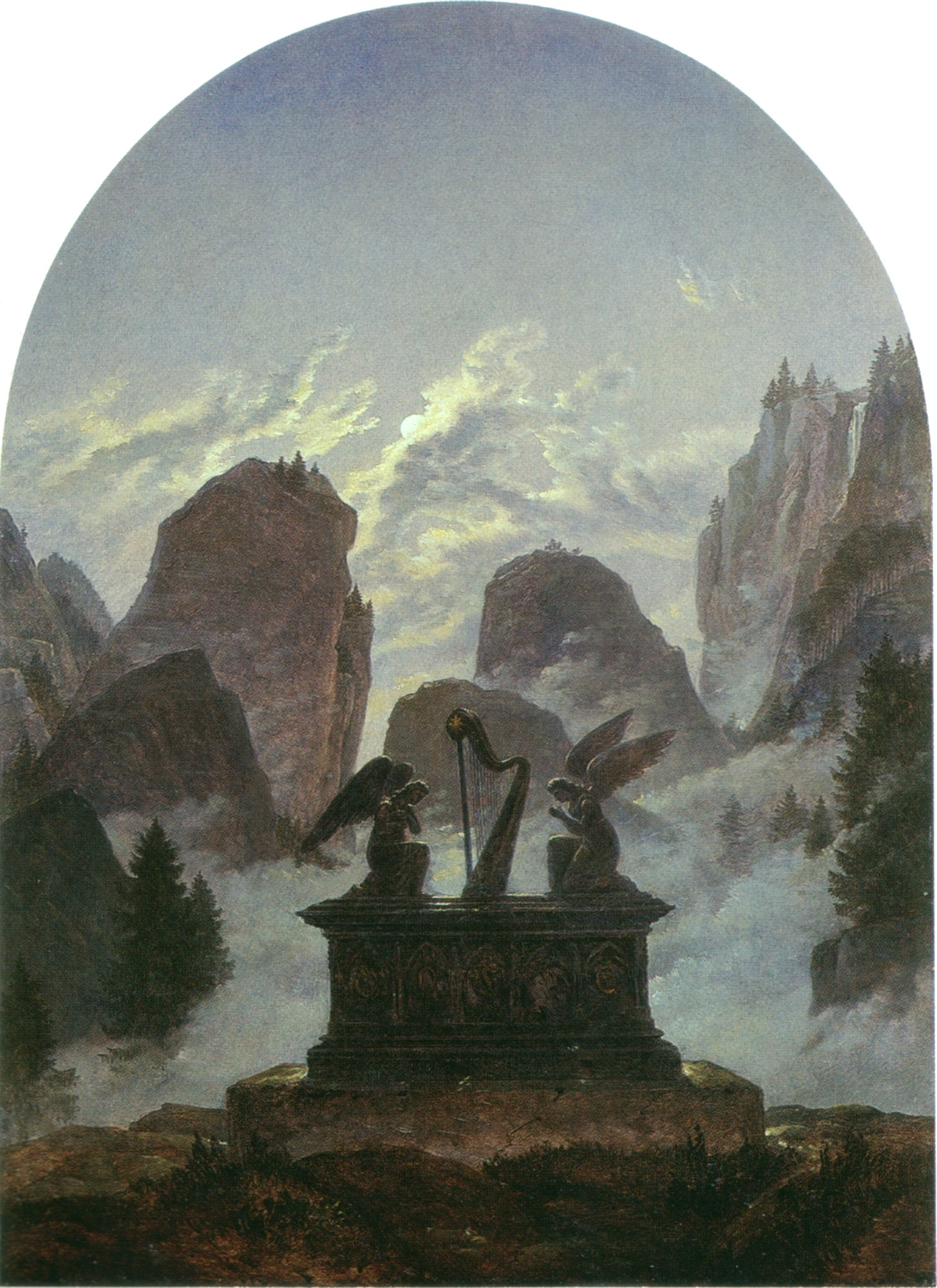
Obraz „Goethe Denkmal”, namalowany po śmierci Goethego (1832) wyraża emocje malarza językiem alegorii i metafor (przykład „myślenia emblematycznego”)

Prawdopodobnie obaj romantycy różnie rozumieli teorię koloru (zob. też Goethe w historii badań barwy). S. Grosche przypuszcza, że z tego powodu Goethe nie odpowiedział na list z 25 lutego 1823 roku, do którego Carus dołączył swój esej Über Farberzeugung durch Dämpfung des Lichtes nach (o generowaniu kolorów przez tłumienie światła).
Według autorów innych publikacji wieloletnia korespondencja Goethego i Carusa świadczyła o głębokim wzajemnym zrozumieniu (osobiście spotkali się tylko raz). Dotyczyła szerokiego zakresu wspólnych zainteresowań – związków przyrody, sztuki i nauki, w tym ich stosunku do romantyzmu i do powiązań sztuki z psychologią. Przez około dziesięć lat wymieniali listy, eseje, obrazy, urządzenia optyczne, rysunki z komentarzami dot. korzeni, kości, skamielin i in.

C. Carus, Mnemosyne (1848), szkice literackie, m.in. na temat muzyki, literatury i in.

Dowodem trwałości przywiązania Carusa do Goethego jest nie tylko alegoryczny obraz „Goethe Denkmal”, namalowany po jego śmierci, a również treść serii publikacji oraz opracowanie sześciu grafik (węgiel), zainspirowanych przez Fausta.
O pozycji Carla Gustava Carusa w Dreźnie świadczy powierzenie mu funkcji lekarza rodziny królewskiej. Zajmując tę pozycję nie ograniczał się do medycznej opieki nad członkami rodziny i dworu. Jako uczestnik podróży Fryderyka Augusta II i księcia Jerzego pełnił funkcję kronikarza, co zaowocowało wydaniem książek:
1844 – The King of Saxony's Journey Through England and Scotland in the Year 1844
1854 – Sicilien und Neapel (dziennik zimowej podróży księcia Jerzego, 1853–1854)
Carus opisał również wrażenia ze swoich podróży po Niemczech, Francji i Szwajcarii. O jego głębokich doznaniach w czasie podróży do Egiptu (kończył wówczas studia medyczne) wspomniał Jürgen Thorwald, opisując początki egiptologii. Zwrócił uwagę, że jeszcze w 1810 roku Carl Gustav Carus, zaskoczony widokiem szczątków staroegipskich budowli, zawołał z zachwytem:

Takie budowle nie mogą być niczym innym jak znakami prastarej zapomnianej nauki,
której wielkość mogłaby zawstydzić ludzkość XIX wieku.

### Ostatnie lata życia
Za swoje badania otrzymał liczne medale i inne wyróżnienia, jednak w ostatnich latach czuł się samotny i niezrozumiany, podobnie jak Goethe, określany jego „podziwianym nauczycielem”. Starzejący się Carus głęboko przeżył serię zgonów – śmierć córki Eugenii (1852), Idy von Lüttichau, „bratniej duszy” (1856), żony Caroline (1859), córki Mariane, często określanej jako ulubiona (1868).
W latach 60. XIX w. opublikował m.in. Vergleichende Psychologie oder Geschichte der Seele in der Reihenfolge der Thierwelt (w wolnym tłumaczeniu: psychologia porównawcza lub historia duszy w porządku świata zwierząt, zob. psychobiologia) oraz Natur und Idee oder das Werdende und sein Gesetz (natura i idee lub byt i jego prawo), o której Adolf Meyer napisał, że taką książkę:

… in jedem Jahrhundert nur einmal geschrieben werden kann

Zmarł 28 czerwca 1869 roku w Dreźnie.

## Obszary działalności
Carus był flozofem przyrody XIX wieku, pozostającym w kręgu myśli Friedricha von Schellinga, Lorenza Okena i – przede wszystkim – Goethego (zob. Goethe, Teoria poznania, 1886). Zgodnie z zasadą goetheanizmu łączył metody doświadczalne z holistycznym pojmowaniem świata (zob. Jan Smuts, Holism and Evolution, 1926).
Dążył do poznania Wszechświata traktowanego jako „jedność” – system współistniejących i zmiennych części (organizmów o różnym stopniu złożoności i elementów nieożywionych), „całość przeniknięta życiem”. Jako anatom, fizjolog i praktykujący lekarz gromadził informacje o świecie głównie dzięki obserwacjom morfologicznym, jako filozof przyrody i wrażliwy na piękno artysta malarz poszukiwał zależności między psyche i soma – duszą i ciałem (zob. dualizm kartezjański, John Lock i świat „idei” jako byt „sam w sobie”, epistemologia).

### Poszukiwania „jedności przenikniętej życiem”

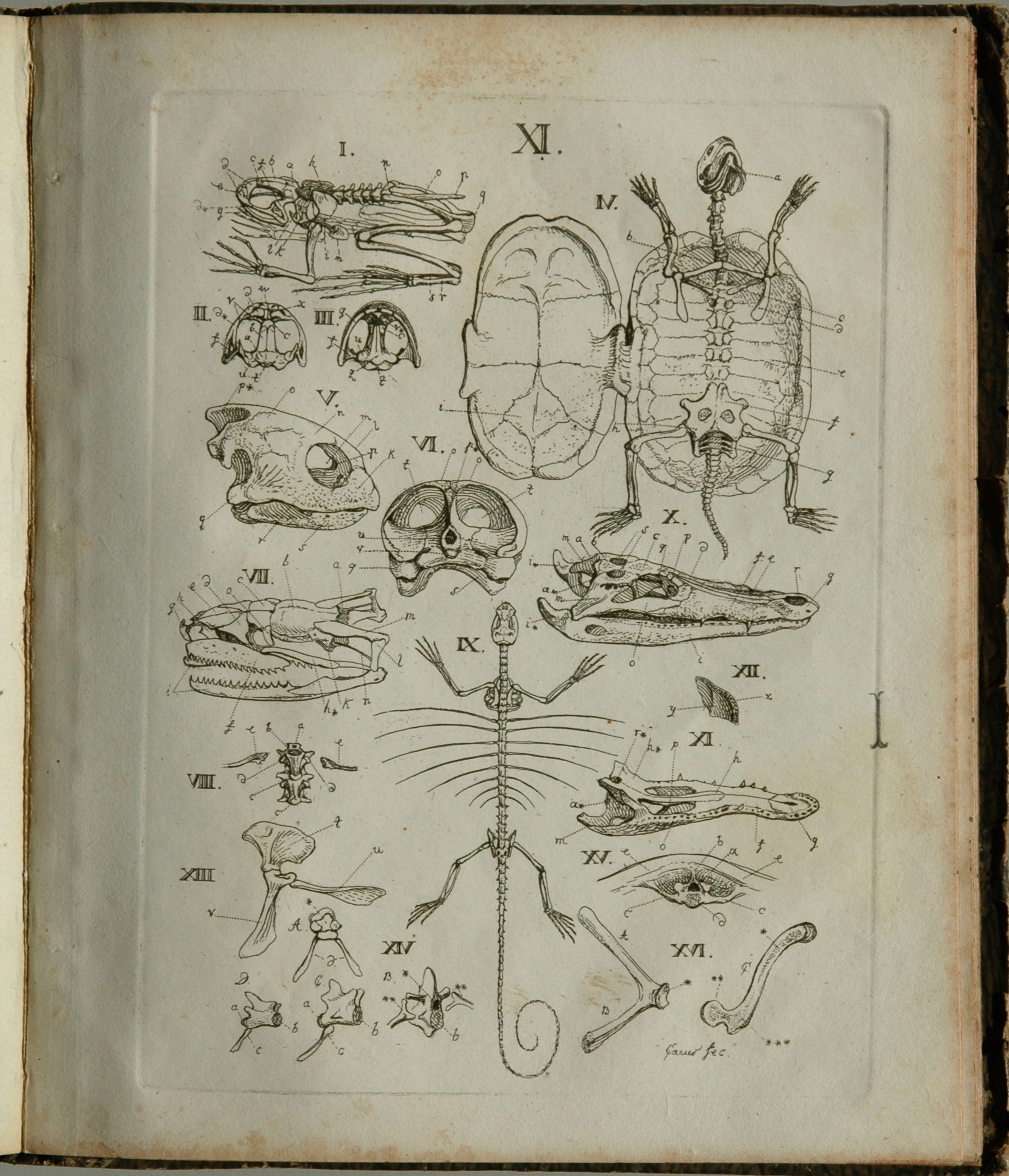
C.G. Carus, Zwanzig Kupfertafeln zur Zootomie (1818), Tafel XI

Carus należał do pionierów eksperymentalnej zootomii, a zwłaszcza anatomii porównawczej zwierząt (porównawcza osteologia, anatomia owadów i in.). Wykorzystując swoje zdolności i umiejętności plastyczne rysował i wykonywał miedzioryty anatomicznych części organizmów różnych gatunków, analizując ich podobieństwa i różnice, m.in. podobieństwa części homologicznych (zob. np. ogólny plan budowy kończyn). Wyniki tych badań zostały opublikowane m.in. An introduction to the comparative anatomy of animals (1827) i Ur-Theilen des Knochen- und Schalengerüstes (1828). Stały się jedną z podstaw biologii ewolucyjnej (Alfred Wallace i Karol Darwin zaprezentowali swoją koncepcję powstawania gatunków trzydzieści lat później).
Badania Carusa w dziedzinie anatomii porównawczej dotyczyły m.in. podobieństw i różnic między człowiekiem i zwierzętami (opublikował np. pracę nt. anatomii ręki pt. Über Grund und Bedeutung der verschiedenen Formen der Hand in verschiedenen Personen) oraz pomiędzy ludźmi różnych populacji (np. Über die typisch gewordenen Abbildungen menschlicher Kopfformen, 1863). Był uznawany za współtwórcę frenologii.
Na podstawie zgromadzonej wiedzy anatomicznej i fizjologicznej zaproponował system działania całości (jedności „przenikniętej życiem”), uwzględniający klasyfikację organizmów, opisany np. w Lehrbuch der vergleichenden Zootomie: mit stäter Hinsicht auf Physiologieausgearb., und durch zwanzig Kupfertafeln erläutert (1834). Rozważania filozoficzne prowadził pod wpływem myśli Arystotelesa i Platona oraz Fryderyka W.J. von Schellinga i Johanna Wolfganga von Goethego (goetheanizm). Zgodnie z myślą Arystotelesa poszukiwał w przyrodzie jedności, opisanej w Księdze Ι (X) Metafizyki. Rozwijającą się jedność lub wielość w jedności Carus nazywał Boskością, objawiającą się poprzez organizację życia – nieskończenie liczne i nieskończenie różne byty lub organizmy, powstające w czasie i przestrzeni. Jego graficzną ilustracją są koncentryczne kręgi, odgraniczające sfery zajęte przez organizmy o stopniowo coraz bardziej złożonej budowie, od najprostszych w strefie zewnętrznej (Protozoa, Radiolaria), poprzez Articulata i in. do człowieka w centrum. Według Carusa centralna pozycja człowieka w opisywanym systemie jest związana ze stopniem złożoności jego organizmu, a nie oznacza dominacji gatunku nad innymi bytami. Wszystkie organizmy – części biologicznego systemu – współdziałają analogicznie jak narządy każdego z nich System idei, np. system wierzeń i praktyk religijnych, leży poza systemem biologicznym.
Zaproponowaną teorię Boskości – twórczej siły (por. demiurg, idea) będącej poza przestrzenią i czasem – Carus nazwał „enteizmem” (zob. „Pan-enteizm”, panteizm Spinozy, koncepcje epistemologiczne Tomasza z Akwinu, teocentryzm).
Carl Gustav Carus był lekarzem-romantykiem, zwracającym uwagę na duchowość człowieka, uczucia i emocje. Wiązało się z tym zainteresowanie metodami terapii, które współcześnie wchodzą w zakres medycyna niekonwencjonalnej, m.in. koncepcjami F.A. Mesmera („mesmeryzm”, magnetyzm zwierzęcy; opublikował m.in. Ueber Lebensmagnetismus und über die magischen Wirkungen überhaupt. Jako jeden z pierwszych lekarzy, zainteresowanych pograniczem między psychologią i filozofią (zob. np. idealizm), wyprzedzał Sigmunda Freuda, formułując teorie nieświadomości jako wyobrażeń dostępnych w życiu emocjonalnym i w czasie snu (zob. marzenia senne):

Der Schlüssel zur Erkenntnis vom Wesen des bewußten Seelenlebens liegt in der Region des Unbewußtseins.

### Malarstwo i grafika
Jako artysta malarz Carus starał się – jak wcześniejsi i późniejsi romantycy – wyrażać obrazem nastrój chwil, w których kontemplował piękno przyrody albo przywoływał te nastoje w wyobraźni, wspominając minione uczucia i emocje. Było to ściśle związane z jego holistycznym spostrzeganiem świata, w którym ludzka dusza jest ściśle związana z otoczeniem człowieka poprzez jego ciało, odbierające wrażenia zmysłowe – widoki, dźwięki, zapachy i inne (określonym stanom duszy odpowiadają określone stany przyrody; paralelizm psychofizyczny). Caspar David Friedrich, pisał o tym w liście do Carusa:

Kiedy dzieło oddziałuje na duszę obserwatora, kiedy jego umysł wprowadzony jest w piękny nastrój [„schöne Stimmung”], to zostało spełnione pierwsze żądanie ze strony dzieła sztuki.

Analogiczne problemy rozważał m.in. Georg Wilhelm Friedrich Hegel (wykłady o estetyce), a w Polsce Józef Kremer. Carus uczestniczył w korespondencji na ten temat. Zbiór dziewięciu listów z lat 1815–1824 opublikował w 1831 roku pt. Neun Briefe über Landschaftsmalerei, 1819–1824 (dziewięć listów o malarstwie krajobrazowym). Wstępem do zbioru uczynił list otrzymany od Goethego. Książkę przetłumaczono i wydano w języku angielskim w 2002 roku.
Uważa się, że w pięciu pierwszych listach Carusa o krajobrazie jest widoczny wpływ C.D. Friedricha. Dostrzegalne jest też, że list szósty został napisany po przeczytaniu eseju Goethego oraz wiersza o kształtach chmur. W latach 1821–1823 estetyczne spostrzeganie krajobrazu przez autora zmieniło się – zaczął akcentować rolę wiedzy o prawach rządzących naturą, w tym o jej zewnętrznych formach (np. „geognostyczny” krajobraz okolic Zittau, przykład „malarstwa historycznego Ziemi”).
Dzieła C.D. Carusa są przechowywane w kolekcjach prywatnych i prezentowane w muzeach:
- 17 obrazów – Galeria Nowych Mistrzów (Drezno)
- 6 obrazów – Alte Nationalgalerie w Staatliche Museen zu Berlin (Berlin)
- 4 obrazy – Staatsgalerie (Stuttgart)
- 4 obrazy – Metropolitan Museum of Art (Nowy Jork)
- 3 obrazy – Museum Georg Schäfer(inne języki) (Schweinfurt)
- 3 obrazy – Muzeum Sztuki w Bazylei
- 3 obrazy – Germanisches Nationalmuseum (Norymberga)
- 2 obrazy – Pommersches Landesmuseum(inne języki) (Greifswald)
- 2 obrazy – Muzeum Folkwang (Essen)
- 2 obrazy – Behnhaus, Lubecker Museen(inne języki) (Lubeka)

W Polsce obraz Księżyc nad Rugią (ze zbiorów Galerii Nowych Mistrzów) był wystawiany na przełomie lat 1999/2000 w Zamku Królewskim w Warszawie w czasie wystawy „Romantyzm. Malarstwo w czasach Fryderyka Chopina”, połączonej z seminarium naukowym. Tematykę wystawy wyjaśniono:

… Dzieła malarskie odmiennymi od muzyki środkami wyrażają wspólne dla romantyków odczucia mistycyzmu i demonizmu natury,
poryw rewolucyjny, ideę wolności, religię sztuki i kult geniuszu. 

Największą atrakcją były arcydzieła sztuki światowej – obraz C.G Carusa obok dzieł innych romantyków (Eugène Delacroix, Théodore Géricault, Francisco Goya).

## Publikacje
Niemiecka Biblioteka Narodowa dysponuje 93. publikacjami autorstwa Carla Gustava Carusa i innymi materiałami, dotyczącymi jego działalności. W Encyclopedia of Philosophy wymieniono, jako najważniejsze:
- Psyche: zur Entwicklungsgeschichte der Seele, Pforzheim, 1846; 3rd ed., Stuttgart, 1860
- Physis: zur Geschichte des leiblichen Lebens, Stuttgart: Scheitlin, 1851
- Symbolik der menschlichen Gestalt, Leipzig, 1853
- Natur und Idee, Vienna: W. Braumüller, 1861
- Lebenserinnerungen und Denkwürdigkeiten, 4 vols. Leipzig: F. A. Brockhaus, 1865–1866
- Vergleichende Psychologie, Vienna: W. Braumüller, 1866

Bogaty dorobek Carusa jest tematem opracowań innych autorów, m.in.:
- Christoph Bernouilli, Die Psychologie von Carl Gustav Carus, Jena, E. Diederichs 1925
- Hans Kern, Carus: Personlichkeit und Werk, Berlin, 1942
- Stefan Grosche, Lebenskunst und Heilkunde bei C.G. Carus (1789-1869). Anthropologische Medizin In Goethescher Weltanschauung; Mit 16 unveröffentlichten Briefen von Carus an Goethe;, Getynga 1993[9]

## Upamiętnienie
Sylwetkę i dorobek Carla Gustava Carusa upamiętniają wystawy jego obrazów i wznowienia książek, ich cytowania w publikacjach współczesnych lekarzy, filozofów i kulturoznawców oraz obszerne biografie. Akademia Leopoldina przyznaje zasłużonym młodym naukowcom „Carus Medal”, a od 1896 roku również „Carus-Preis”. Pierwszym wyróżnionym był niemiecki fizjolog, Max Verworn.
Jego imię nadano:
- Universitätsklinikum Carl Gustav Carus Dresden(inne języki) w Medizinische Akademie „Carl Gustav Carus“(inne języki)[49]
- Carl Gustav Carus Akademie w Hamburgu – Akademie für eine Erweiterung der Heilkunst (antropozofia), założonej w 1994 roku przez V. Fintelmanna(inne języki)[50]
- Carl Gustav Carus-Institut w Niefern-Öschelbronn – instytut badawczy Towarzystwa Promowania Terapii Raka (Gesellschaft zur Förderung der Krebstherapie), założonego w 1967 roku w Pforzheim, Krebstherapie-Förderung (terapia nowotworów na podstawie nauk duchowych Rudolfa Steinera)[51]

## Życie rodzinne
W listopadzie 1811 roku zawarł małżeństwo z Caroline Carus (1784–1859), córką trzeciej żony dziadka. Według Ekkeharda Mefferta (E. Meffert: Carl Gustav Carus. Sein Leben – seine Anschauung von der Erde, Stuttgart 1986, ISBN 3-7725-0879-0) Carus zaprzeczał swojej żonie „partnerstwa w duchu”, redukując jej status do roli matki i gospodyni domowej. Inaczej opisywała ten problem Ida von Lüttichau, dobrze znająca doktora Carusa (od 1844 roku był jej osobistym lekarzem) i zwyczaje panujące w ich czasach.
Małżeństwo miało jedenaścioro dzieci. Pierwszą córką była Sophie Charlotte (1810–1838), która została w 1936 roku żoną Ernsta Rietschela, cenionego rzeźbiarza, malarza i grafika. Wiek 30 lat przekroczyło tylko troje dzieci: Mariane Albertine, Gustav Albert (lekarz) i Caroline Cäcilie. Mariane zmarła rok przed śmiercią ojca.